# Theodore Judah

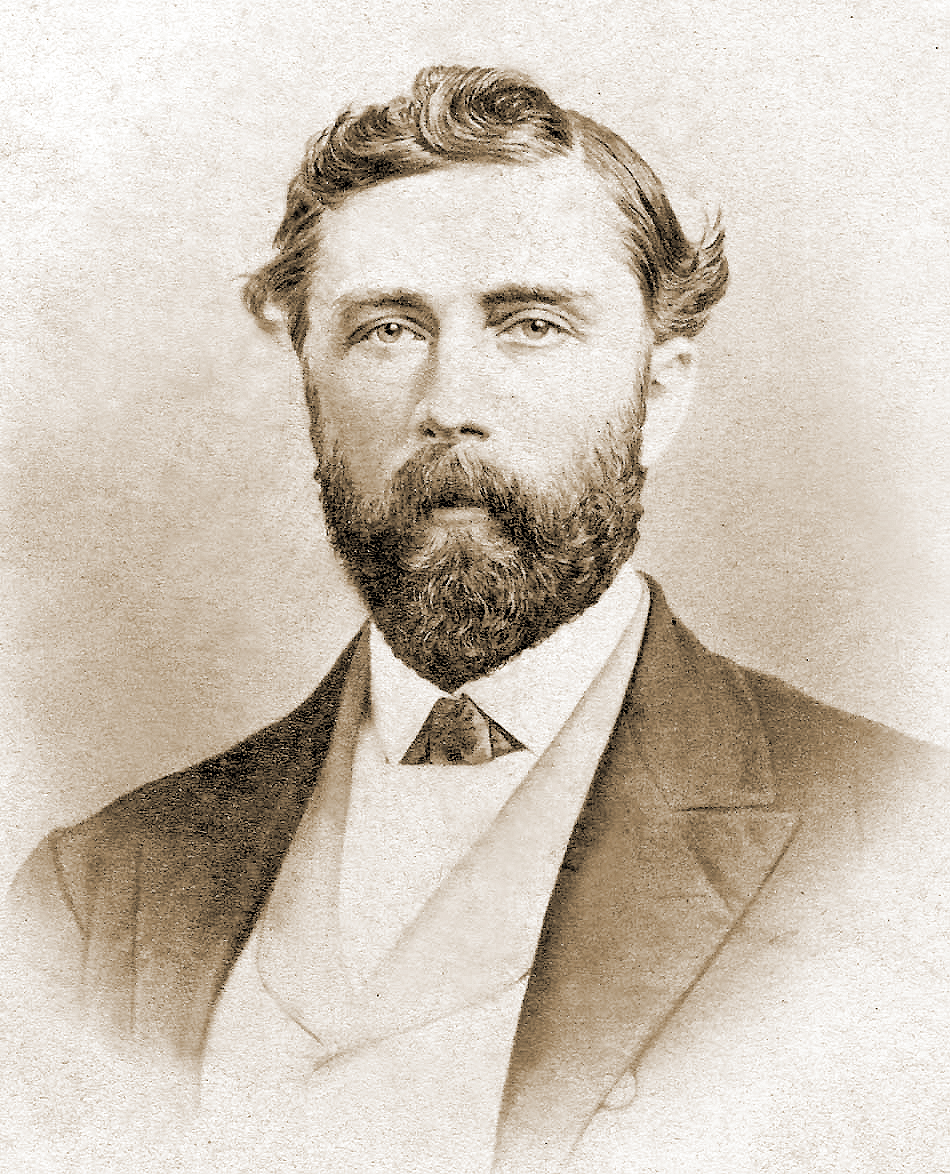
Theodore Dehone Judah, um 1863. Portraitfoto von Carleton E. Watkins

Theodore Dehone Judah (* 4. März 1826 – oder vielleicht auch schon 1825 – in Bridgeport (Connecticut); † 2. November 1863 in New York City) war US-amerikanischer Eisenbahnbauingenieur und die treibende Kraft beim Bau der ersten Eisenbahnverbindung quer durch den nordamerikanischen Kontinent, von der Atlantik- zur Pazifikküste. Für diese Eisenbahnlinie schlug er schon Mitte der 1850er Jahre einen Streckenverlauf durch die Sierra Nevada vor, der vielen seiner Zeitgenossen technisch unmöglich erschien. Dies trug ihm den Spitznamen „Crazy Judah“ („verrückter Judah“) ein. Judah fand Investoren für die spätere Central Pacific Railroad (CPRR) und führte als deren erster Chefingenieur einen Großteil der erforderlichen Landvermessungsarbeiten durch. Der von ihm geplante Streckenabschnitt durch die Sierra Nevada wurde allerdings erst sechs Jahre nach seinem frühen Tod unter seinem Nachfolger James Harvey Strobridge fertiggestellt.

## Lebensweg
Theodore D. Judah wurde wohl im März 1826 – vielleicht aber auch schon im März 1825 – in Bridgeport, Connecticut, als Sohn von Maria (Reece) und Henry Raymond Judah, eines Pfarrers, geboren. Nachdem seine Familie nach Troy (New York) umgezogen war, besuchte Judah im Sommer 1838 ein Semester lang das dortige Rensselaer Polytechnic Institute (RPI).
Judah arbeitete zunächst bei mehreren verschiedenen Eisenbahngesellschaften im Nordosten der USA, erst bei der Schenectady and Troy Railroad unter deren Chef-Ingenieur W. S. Hall, später für die New York, New Haven and Hartford Railroad und für die Connecticut River Railroad. Zeitweilig war er an einem Abschnitt des Erie-Kanals tätig und am Bau einer großen Brücke in Vergennes (Vermont) beteiligt. Unter seiner Leitung wurde durch das Flusstal des Niagara-Flusses die Niagara Gorge Railroad von Niagara Falls (New York) nach Lewiston (New York) erbaut, die damals als bemerkenswerte Ingenieurleistung galt. In Buffalo (New York) war er verantwortlicher Ingenieur für den Bau der Buffalo and New York Railroad, die später in der Erie Railroad aufging.
Während Judah für eine Bahngesellschaft in Greenfield (Massachusetts) tätig war, lernte er Anna Ferona Pierce kennen, die Tochter eines dort ansässigen Händlers. Er heiratete sie am 10. Mai 1847, im Alter von 21 Jahren. Das Ehepaar hatte keine Kinder.
Im Mai 1853 wurde er zum Mitglied der American Society of Civil Engineers (ASCE) nominiert.

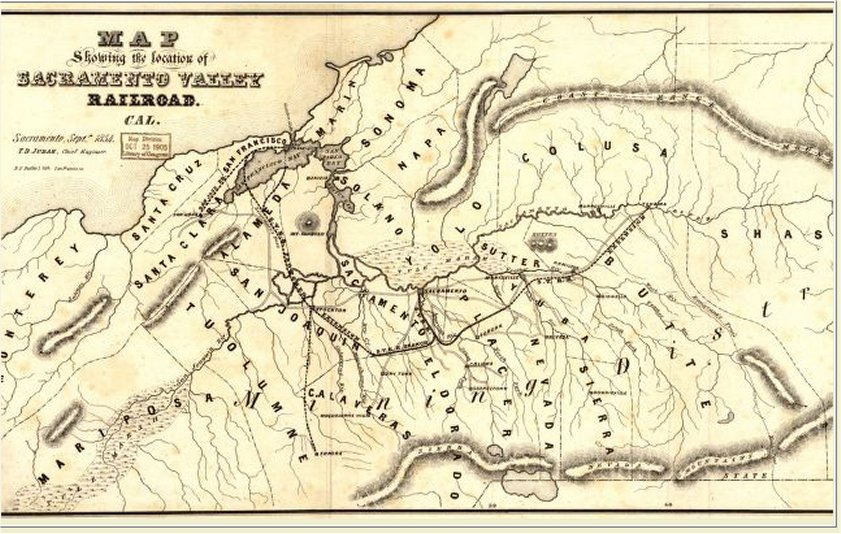
Karte der Sacramento Valley Railroad, von Theodore D. Judah, September 1854

1854 wurde Judah im Alter von 28 Jahren zum Chefingenieur der Sacramento Valley Railroad (SVR) in Kalifornien berufen, der ersten Eisenbahn westlich des Mississippi. Um nach Kalifornien zu gelangen, fuhren Judah und seine Frau Anna per Schiff nach Nicaragua, überquerten dort den amerikanischen Kontinent zur Pazifikküste und fuhren dann per Dampfschiff nach San Francisco – der Panamakanal wurde erst 1914 eröffnet. Erst ein Jahr nach dieser Reise, im Jahr 1855, wurde mit der Panama Railway, die Colón an der Karibik mit Panama-Stadt am Pazifik verbindet, die erste transkontinentale Eisenbahnlinie (Mittel-)Amerikas eröffnet.
In Sacramento eröffnete Judah sein eigenes Ingenieurbüro, „T.D. Judah & Company, Civil Engineers & Railroad Contractors“, mit einem Büro im Hastings Building in der 2nd Street. Er beschäftigte zwei junge Ingenieure, nämlich seinen jüngeren Bruder Edward D. Judah und einen gewissen Benjamin Leete.
Im Januar 1857 veröffentlichte Judah in Washington, D.C., seinen „praktischen Plan zum Bau der Pazifik-Eisenbahn“.
Im Jahr 1859 wurde Judah von der kalifornischen „Pacific Railroad Convention“ in San Francisco nach Washington, D.C., entsandt, um dort Lobby-Arbeit für eine Eisenbahn-Verbindung zum Pazifik zu leisten. Seine Ideen stießen in der amerikanischen Hauptstadt jedoch zunächst auf wenig Interesse, wohl auch angesichts des sich abzeichnenden US-amerikanischen Bürgerkrieges (1861–1865).
Im selben Jahr führte Judah die Planungs- und Vermessungsarbeiten zur Gründung von Lincoln (Kalifornien) im Placer County, an der vorgesehenen Bahnstrecke der California Central Railroad (CCRR), durch. Die Siedlung Lincoln wurde nach Charles Lincoln Wilson benannt, einem der Direktoren der CCRR.
Im Jahr 1860 erkundete Judah mehrere mögliche Routen durch die Sierra Nevada. Im Herbst 1860 fand Judah mit Unterstützung durch Dr. Daniel W. Strong, einem Drugstore-Inhaber in Dutch Flat, Kalifornien, einen geeigneten Streckenverlauf durch das Gebirge. Im November 1860 veröffentlichte Judah seine „Entdeckung einer praktikablen Route von der Stadt Sacramento an der Wasserscheide zwischen dem Bear River und dem nördlichen Arm des American Rivers, über Illinoistown (Colfax), Dutch Flat und Summit Valley (Donner Pass) zum Truckee River“. Er hielt die Route durch Dutch Flat und über den Donnerpass für am besten geeignet, weil sie eine Steigung von maximal hundert Fuß pro Meile (also knapp 19 Meter Steigung auf 1000 Meter Strecke, etwa 1,9 Prozent) aufwies und 150 Meilen (ca. 241 km) kürzer war als der in den früheren Regierungsberichten empfohlene Streckenverlauf.
Judah gelang es, vier Investoren aus Sacramento, die später als die „Big Four“ bekannt wurden, für sein Vorhaben zu gewinnen: Leland Stanford, Collis P. Huntington, Mark Hopkins und Charles Crocker. Am 28. Juni 1861 wurde die Central Pacific Railroad (CPRR) mit Judah als Chefingenieur gegründet. Daniel W. Strong investierte in deutlich geringerem Umfang ebenfalls in die CPRR.
In einem Bericht vom 1. Oktober 1861 veröffentlichte Judah die Ergebnisse seiner Vermessung, die Argumente für die Route über Dutch Flat und den Donnerpass und die geschätzten Kosten des Streckenbaus von Sacramento bis nach Salt Lake City. Am 9. Oktober 1861 ermächtigten die Direktoren der CPRR Judah, als ihr Vertreter nach Washington, D.C., zurückzukehren, um „Landzuweisungen und US-Staatsanleihen von der Regierung zu beschaffen, um den Bau dieser Strecke zu unterstützen“. Am nächsten Tag veröffentlichte Judah eine Karte der von ihm geplanten Trasse der Central Pacific Railroad, die als Theodore-Judah-Karte bekannt wurde. Am 11. Oktober 1861 begann Judah seine Reise in die US-amerikanische Hauptstadt, indem er in San Francisco einen Dampfer nach Panama bestieg (das bis 1903 ein Teil Kolumbiens war).
In Washington, D.C., wurde Judah zum Sekretär des Unterausschusses des Repräsentantenhauses für die Gesetzesvorlage eines Pazifik-Eisenbahngesetzes gemacht und erhielt auch die Ernennung zum Sekretär des entsprechenden Unterausschusses des US-Senats. Am 1. Juli 1862 unterzeichnete der US-Präsident Abraham Lincoln (Amtszeit: 1861 bis 1865) den Pacific Railroad Act, der Landzuweisungen und US-Anleihen an die CPRR sowie die neu gegründete Union Pacific Railroad für den Bau einer Eisenbahnstrecke zum Pazifik genehmigte. Am 21. Juli 1862 fuhr Judah zurück nach Kalifornien, nachdem er seine Aufgabe in der Hauptstadt in weniger als einem Jahr erfüllt hatte.
Nachdem es zu Spannungen zwischen den „Big Four“ und Judah gekommen war, reiste dieser 1863 erneut nach New York City, auf der Suche nach neuen Geldgebern, mit deren Geld er die „Big Four“ ausbezahlen und die Central Pacific Railroad ohne sie fortführen wollte. Auf der Reise, auf der ihn seine Frau Anne begleitete, erkrankte er jedoch bei der Überquerung der Landenge von Panama an Gelbfieber. Er starb an dieser Krankheit am 2. November 1863 in New York City; im Alter von nur 37 oder 38 Jahren. Seine Frau Anna brachte seinen Leichnam nach Greenfield (Massachusetts), wo er auf dem Federal Street Cemetery beigesetzt wurde.
Sein nachfolger als leitender Chefingenieur bei der Central Pacific Railroad wurde Samuel S. Montague.

## Ehrungen

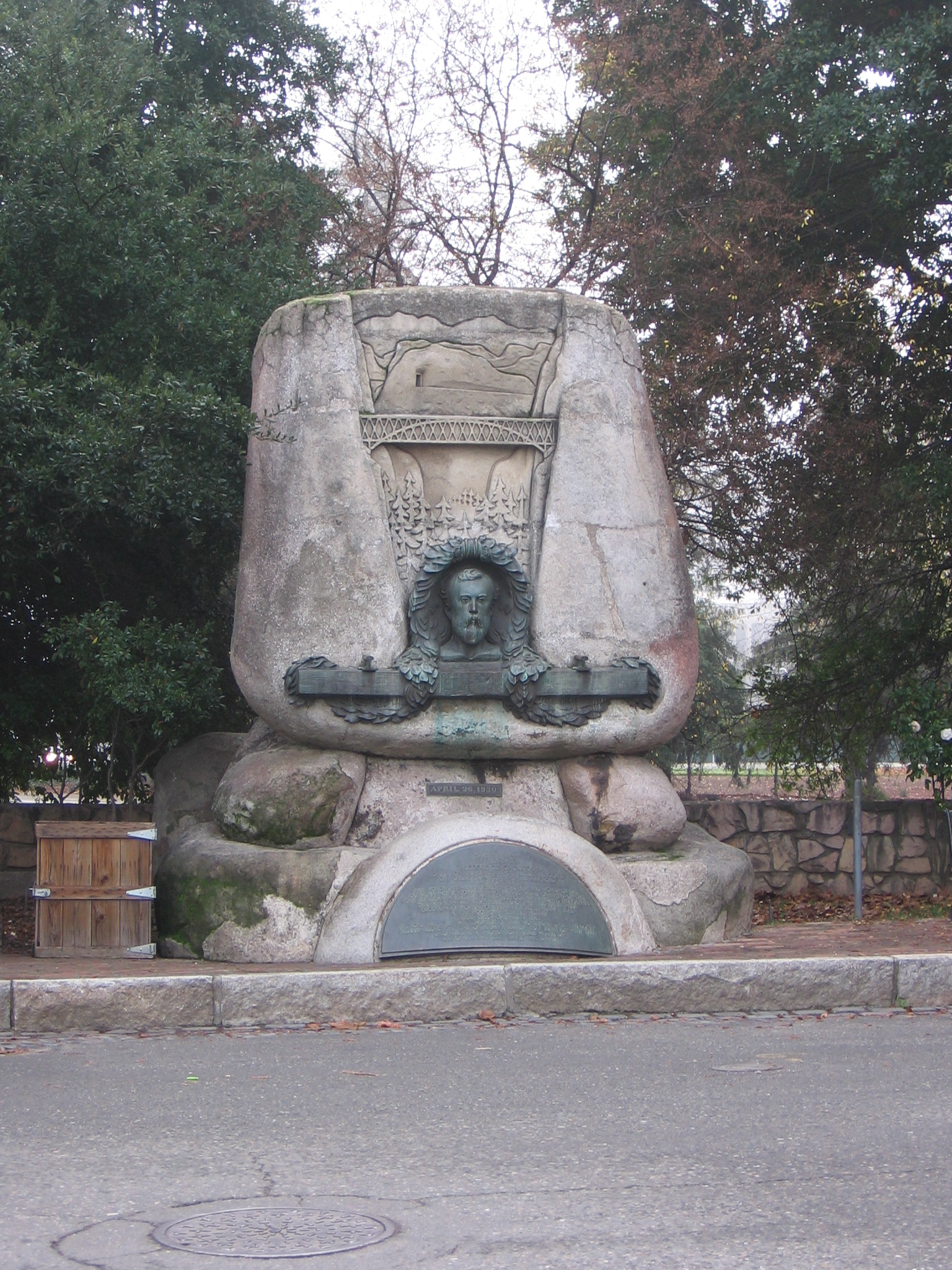
Denkmal für Theodore D. Judah, 1930 errichtet in Old Sacramento, Kalifornien.

- Die CPRR benannte eine ihrer Dampflokomotiven (CP Nr. 4) nach ihm.

- Mount Judah, ein 2513 m hoher Gipfel im kalifornischen Placer County, der im Tahoe National Forest in der Sierra Nevada liegt, wurde am 18. Oktober 1940 vom „U.S. Board on Geographic Names“ offiziell nach Judah benannt. Etwa 1000 Meter unterhalb des Gipfels verläuft der 3146 m lange, einspurige „Sierra Grade Tunnel“ (auch bekannt als „The Big Hole“) der Union Pacific Railroad (UPRR), der 1925 eröffnet wurde und sowohl UPRR-Güter- als auch Amtrak-Personenzüge in beide Richtungen über den Donnerpass zwischen Soda Springs und Eder befördert. Diese Strecke umgeht den ursprünglichen, 1868 von Judah vermessenen „Summit Tunnel“ der CPRR, der eine Meile (etwa 1609 Meter) nördlich liegt und bis 1993 in Betrieb war.

- Die Judah Street in San Francisco und die hindurchführende Straßenbahnlinie N-Judah Muni sind nach ihm benannt.

- Gedenktafeln, die ihm gewidmet sind, wurden in Folsom und Sacramento, Kalifornien, aufgestellt.

- Die Grundschulen in Sacramento und Folsom sind nach Judah benannt.